# 코넷
코넷(cornet)은 금관 악기로서 트럼펫과 비슷하게 생겼다.
코넷이라 함은 이탈리아어로 작은 호른, 즉 뿔피리(角笛)를 뜻한다. 이 악기의 모태는 그 이름이 말하듯이 원래 우편마차의 도착을 알리는 신호용인 소형의 나선형 호른(포스트 호른)이다. 18세기 후반에는 높은음넓이 용(用)의 호른으로 합주에도 쓰였으나, 이 시대에는 아직 밸브, 즉 피스톤의 장치가 없는 코넷이었다. 오늘날의 피스톤식 코넷은 1825년경 프랑스 사람 아라리에 의하여 발명되었다고 한다. 그 뒤로 급속히 유행하였고 특히 프랑스, 이탈리아, 영국에서 애용되었다. 마침 쇠퇴기에 들어선 긴관 트럼펫에 대신하여 오케스트라에서도 쓰였다. 역사적으로는 트럼펫이 긴관을 개조하여 오늘날의 형태를 가지게 된 모델이 된 악기로서 매우 중요한 역할을 맡고 있다. 이 악기를 기용한 사람으로는 엑토르 베를리오즈, 표트르 차이콥스키, 에드워드 엘가, 이고르 스트라빈스키 등이 있다.

## 소리
가장 일반적인 것은 내림나조로 트럼펫이 거의 전면적으로 그 구조를 채용하였기 때문에 음역이나 주법도 현대의 트럼펫과 대략 같다.

## 같이 보기
- 플루겔호른

## 참고 문헌
- 이 문서에는 다음커뮤니케이션(현 카카오)에서 GFDL 또는 CC-SA 라이선스로 배포한 글로벌 세계대백과사전의 내용을 기초로 작성된 글이 포함되어 있습니다.